# Шермизи-Ай
Шермизи́-Ай (фр. Chermizy-Ailles) — коммуна во Франции, находится в регионе Пикардия. Департамент коммуны — Эна. Входит в состав кантона Гиньикур. Округ коммуны — Лан.
Код INSEE коммуны — 02178.

## Население
Население коммуны на 2010 год составляло 96 человек.
| 1962 | 1968 | 1975 | 1982 | 1990 | 1999 | 2010 |
| ---- | ---- | ---- | ---- | ---- | ---- | ---- |
| 97   | 80   | 87   | 76   | 79   | 70   | 96   |

## Экономика
В 2010 году среди 60 человек трудоспособного возраста (15—64 лет) 50 были экономически активными, 10 — неактивными (показатель активности — 83,3 %, в 1999 году было 64,4 %). Из 50 активных жителей работали 42 человека (22 мужчины и 20 женщин), безработных было 8 (4 мужчины и 4 женщины). Среди 10 неактивных 4 человека были учениками или студентами, 4 — пенсионерами, 2 были неактивными по другим причинам.